# Adolf Klein
Pour les articles homonymes, voir Klein.
Adolf Klein (né le 15 août 1847 à Vienne ; mort le 11 mars 1931  à Berlin) fut un acteur et un metteur en scène autrichien.

## Filmographie partielle
- 1917 : Lulu d'Alexander von Antalffy
- 1918 : Der Weltspiegel de Lupu Pick
- 1918 : Ferragus d'Alfred Halm
- 1918 - 1919 : Keimendes Leben de Georg Jacoby
- 1920 : Anne Boleyn d'Ernst Lubitsch
- 1921 : Lady Hamilton de Richard Oswald
- 1922 : Le Fantôme de Friedrich Wilhelm Murnau
- 1925 : A Free People (en) de Martin Berger
- 1925 : Ein Sommernachtstraum de Hans Neumann
- 1931 : 1914, fleurs meurtries (1914, die letzten Tage vor dem Weltbrand), de Richard Oswald

## Sources de la traduction
- (en) Cet article est partiellement ou en totalité issu de l’article de Wikipédia en anglais intitulé « Adolf Klein » (voir la liste des auteurs).